# 森銑三
森 銑三（もり せんぞう、1895年（明治28年）9月11日 - 1985年（昭和60年）3月7日）は、昭和期日本の在野の歴史学者、書誌学者。愛知県碧海郡刈谷町（現・刈谷市）出身。
高等教育を経験しなかったにもかかわらず、図書館臨時職員、代用教員、雑誌社勤務など様々な職につきながら、独学で文学・国史の研究にいそしみ、図書館・資料館等に保管された資料の発掘と、それらを元に人物伝や典籍について精密に記した膨大な量の執筆活動を通じ、近世日本の文化・文芸関係の人物研究の分野で多大な業績を残した。

## 経歴
愛知県碧海郡刈谷町（現・刈谷市）に出生。生家は呉服商。沢山の小説本を買い与えられ、文学に親しむ。刈谷尋常小学校時代は利発で学業に秀でていたが、刈谷には旧制中学校が設立されておらず、中学校進学を希望するならば近隣の岡崎で下宿する以外になかった。小商人の子弟がその選択肢をとることは様々な意味で困難であったため、高等小学校への進学を選択した。森の学力を惜しんだ小学校の教師が中学校への中途編入に奔走したが、結局かなわず、森は高等教育を受ける機会を逸した。1910年の高等小学校卒業後、叔父を頼って東京へ上り、工手学校に入学したが、すぐに体調を崩し帰郷する。
1915年、刈谷町立刈谷図書館に採用され、村上忠順旧蔵書（村上文庫）を町に寄贈した宍戸俊治に指導を受けながら、蔵書の整理や、古版本・古写本などの分類目録の作成にたずさわる。その後、母校の後身である亀城尋常高等小学校の代用教員となる。
1918年、再度上京し、雑誌社・大道社の『帝国民』の編集者兼記者となるが、すぐ後に群馬県高崎市の南尋常高等小学校の代用教員に転じる。同僚と童話雑誌『小さな星』を発行したが、問題とされ小学校を解雇される。1920年、刈谷に戻り、名古屋市立名古屋図書館に勤める。このころ、知人の紹介で地元紙『新愛知』に『偉人暦』という記事を1年間連載する。
31歳となった1925年、当時東京市・下谷区上野にあった文部省図書館講習所（後年に図書館情報大学を経て筑波大学情報学群知識情報・図書館学類）に入学する。この時期は隣接する帝国図書館の蔵書を読破。翌年講習所を卒業し、大道社時代に知己を得ていた歴史学者・辻善之助の紹介を受け、東京帝国大学史料編纂所の図書係となり、松岡於菟衛の指導を仰ぐ。このころ柴田宵曲と知り合い、終生にわたり親交を結び、後年に共著も出した。1934年、40歳を記念して『近世文藝史研究』を出版。その後雑誌『子供の科学』に寄稿、それらをまとめ『おらんだ正月』を刊行。1939年、在職13年で編纂所を退職した。
退職後に、名古屋市立図書館長・阪谷俊作と知り合い、目白の尾張徳川家の邸宅にあった蓬左文庫の主任となる。在任中に『渡辺崋山』『佐藤信淵 疑問の人物』を発表。従来の説を覆し、学会の物議を醸す。1942年、蓬左文庫を退職し、帝国図書館や、加賀豊三郎（加賀翠渓）の書庫に日参しながら執筆に専念する。1943年、50歳の時、随筆集『月夜車』を出版。太平洋戦争が激化する中、図書館での抄録を資料とし、本郷区駒込動坂町の自宅で整理する、という研究生活を行っており、森は疎開をしたくてもできないまま、1945年4月13日の東京大空襲により自宅を焼かれ、膨大な研究資料を失う。
1948年に『近世文藝史研究』の版元である古書肆弘文荘の主人反町茂雄と偶然再会し、反町に弘文荘の在庫整理を依頼される。反町は家を失った森を自身が所有する神奈川県藤沢市鵠沼の邸宅に転居させるなど、終生森の活動を支えた。弘文荘勤務のかたわら、執筆を再開したほか、1950年から15年間、早稲田大学講師（書誌学）として教壇に立ち、後進の育成にあたった。
1970年から1972年にかけ刊行した『森銑三著作集』（全13巻）で、1972年に読売文学賞を受賞。1985年に脳軟化症のため死去。愛知県刈谷市の正覚寺森家墓地に葬られる。のちに知人や教え子によって、藤沢市の万福寺に分骨され、夫妻の墓が建てられた。1992年から1995年にかけ『森銑三著作集 続編』（全17巻）が刊行された。

## 研究業績
森の著述は、『著作集』（全13巻）、没後刊の『著作集 続編』（全17巻）にまとめられ、江戸・明治期の風俗研究、人物研究を行う上での基点となっている。
森の著述は、時代小説（歴史小説）家たちにとって、作品を書く上での必須の資料になっている。森自身は生前、このことをおおむね好意的に受け止めていたが、大げさな表現を用い、出典もろくに記さず、根本資料から調べ上げたような態度で独善的な史観を展開する、著名な作家たちの姿勢には批判的であった。
江戸学の始祖の一人と目されている。1995年には早稲田大学図書館で「オランダ正月」開始200年と、大槻玄沢関係資料の重要文化財指定を記念した「洋学資料展」で、初期著作『おらんだ正月』が展示された。

### 西鶴研究
後半生は井原西鶴の研究に注力し、『西鶴本叢考』『西鶴一家言』『西鶴三十年』『一代男新考』などを著した（大半は『著作集続編 第4巻 西鶴論集』所収）。
森はこれらの著作を通じて、用語や文体などの徹底した考証検討から、浮世草子の中で西鶴作品として扱われているもののうち、実際に西鶴が書いたのは『好色一代男』ただひとつであり、それ以外は西鶴が監修をのみ行ったに過ぎない作品（西鶴関与作品）、または西鶴に擬して書かれてだけで関与もしていない作品（摸擬西鶴作品）だと主張した（井原西鶴#森銑三説参照）。この説は研究者の間では認められていない。中嶋隆は、森の説について「作家に固有の文体があるという自然主義的文学観に基づいて、文体に対する森の直感のみを比較の根拠とした誤解である」と評しつつも、「西鶴の書いた小説は一の俳諧文学である」とする森の見解は「西鶴小説の叙述構造を見る限りにおいては卓見だった」と部分的に評価している。
過去に森説を支持する者もいたが、2000年代以降、「西鶴本浮世草子と模擬西鶴作品を明確に区別することはできず、『好色一代男』だけを西鶴の作品とする森説は計量的には裏付けられない」との指摘や、遺稿集についても『万の文反古』以外は西鶴によって執筆された可能性が高いとされるなど、計量文献学によって森説は否定されている。

## 人物
『赤い鳥』への寄稿で知られる童話作家の森三郎は弟である。
公私にかかわらず一貫して清廉な姿勢を貫き、華美を嫌った。それを永井荷風は「森さんのような人こそ、真の学者である」と評している。
江戸風俗研究家・漫画家の杉浦日向子は森を深く敬愛していた。

### 受賞
- 第23回読売文学賞受賞（研究・翻訳部門）—『森銑三著作集』に対して。

## 著書
- 『近世文藝史研究』弘文荘、1934年。
- 『おらんだ正月 : 日本の科学者達』冨山房百科文庫、1938年。新版1978年（解説 富士川英郎）NCID BN02333087[注 3]。
- 『大雅』アトリエ社、1939年。
- 『宮本武蔵言行録』三省堂、1940年。
- 『傳記文學 初雁』三省堂、1941年。[注 4]
- 『書物と江戸文化』大東出版社〈大東名著選〉、1941年。
- 『渡邊崋山』創元選書、1941年。改訂版1961年。[注 5][42]
- 『新橋の狸先生 私の近世畸人傳』二見書房、1942年。[43][注 6][注 7]
- 『佐藤信淵 疑問の人物』今日の問題社、1942年。[注 6]
- 『塙保己一』三國書房、1942年。[25]
- 『近世高士傳』黄河書院、1942年。
- 『典籍叢話』全國書房、1942年。
- 『江戸時代の人々』大東出版社、1942年。
- 『近世の画家』大東出版社〈大東名著選〉、1942年。
- 『宮本武蔵の生涯』三國書房、1942年。[注 6][注 8]
- 『月夜車』七丈書院、1943年。
- 『書物と人物』熊谷書房、1943年。
- 『学藝史上の人々』二見書房、1943年。[注 9]
- 『近世人物叢談』大道書房、1943年。
- 『松本奎堂 天誅組の総裁』電通出版部〈郷土偉人伝選書4〉、1943年。 NCID BN12041576。[注 10]
- 『古書新説』七丈書院、1944年。
- 『星取棹 我が国の笑話』積善館、1946年。 NCID BN15293564。[注 11]
- 『中納言の笛』青雲書院、1948年。

- 『古い雑誌から』文藝春秋新社、1955年。- 選書判
- 『西鶴と西鶴本』元々社〈民族教養新書〉、1955年。
- 『傳記走馬燈 近世の人物』青蛙房、1956年。
- 『井原西鶴』吉川弘文館〈人物叢書[注 12]〉、1958年。doi:10.11501/1358363。
- 『近世人物夜話』東京美術、1968年。 NCID BN15650719。[注 13]
- 『明治人物夜話』東京美術、1969年。[注 14]
- 『明治東京逸聞史 1・2』平凡社〈平凡社東洋文庫〉、1969年。[注 15]
- 『西鶴本叢考』東京美術、1971年。
- 『黄表紙解題』中央公論社、1972年。
- 『續 黄表紙解題』中央公論社、1974年。
- 『西鶴一家言』河出書房新社、1975年。
- 『思ひ出すことども』中央公論社、1975年8月。[注 16]
- 『西鶴三十年』勉誠社、1977年。
- 『一代男新考』冨山房、1978年。
- 『讀書日記』出版科学総合研究所、1981年。[注 17]- 戦前に掲載された公開日誌（巻末解説）
- 『瑠璃の壷 森銑三童話集』三樹書房、1982年。 - 児童書[48]
- 『明治人物閑話』中央公論社、1982年。[注 18]
- 『明治写真鏡』日本古書通信社、1982年。 - 限定500部の文庫版。
- 『明治大正の新聞から』日本古書通信社、1982年。 - 限定250部の特装豆本。
- 『斎藤月岑日記鈔』汲古書院、1983年。
- 『瓢箪から駒 近世人物百話』彌生書房、1983年。
- 『武玉川選釈』彌生書房、1984年。
- 『新版 月夜車』彌生書房、1984年。- 上記・七丈書院の新装版

以下は没後刊行
- 『史伝閑歩』中央公論社、1985年。[注 19]
- 『木菟 随筆集』六興出版、1986年。
- 『砧 随筆集』六興出版、1986年。
- 『人物くさぐさ』小澤書店、1988年。
- 『びいどろ障子』小澤書店、1988年。
- 『書物の周囲』研文社、1988年。-『書物』（白揚社、1944年）の新編
- 『物いふ小箱』筑摩書房、1988年。[注 20]
- 『徳川家康』個人社〈森銑三記念文庫〉、1991年。- 小冊子
- 『森銑三遺珠 I・II』小出昌洋 編・解説、研文社、1996年。
- 『偉人暦 上・下』小出昌洋 編・解説、中公文庫、1996年。
- 『偉人暦 続編 上・下』小出昌洋 編・解説、中公文庫、1997年。
- 『古人往来』小出昌洋 編・解説、中公文庫、2007年。
- 『風俗往来』小出昌洋 編・解説、中公文庫、2008年。
- 『落葉籠 上・下』小出昌洋 編・解説、中公文庫、2009年。

### 著作集
- 『森銑三著作集』中村幸彦・野間光辰 ほか 編集委員、中央公論社（全12巻別巻1）、1970 - 1972年。[注 21]
- 『森銑三著作集 続編』中村幸彦・朝倉治彦・小出昌洋 編集委員、中央公論社（全16巻別巻1）、1992 - 1995年。[注 22]

### 共著
- 林若樹、山崎楽堂、三田村鳶魚『西鶴織留輪講』早稲田大學出版部、1930 - 1931年。 NCID BA83497952。

他に水谷不倒・柴田宵曲・間民夫・和田曼子・佐藤鶴吉・澤田章・木村仙秀・遠藤萬川・鈴木南陵が参加
- 井原西鶴、近松半二『西鶴輪講好色五人女 : 附半二輪講新版歌祭文』朝日書房、1930年。 NCID BA71404207。

林若樹・三田村鳶魚・柴田宵曲・間民夫・木村仙秀・鈴木南陵と共著
- 柴田宵曲『古酒新酒 : われらが讀書の記』成史書院、1942年。 NCID BA36429414。
- 柴田宵曲、池田孝太郎『日本人の笑』三省堂、1942年。 NCID BN05188596。[注 23]
- 柴田宵曲『書物』白揚社〈現代生活群書〉、1944年。 NCID BN09514840。増訂版1949年、NCID BA67215266[注 24]
- 『西鶴研究 第一～十集』西鶴学会編、1948-57年に発行、古典文庫。

### 訳書
- 『江戸随想集』（初版）筑摩書房〈古典日本文学全集 35〉、1961年。普及版1967年。新装版「古典日本文学34」筑摩書房、1977年
収載作は、室鳩巣『駿台雑話』『飛騨山』、岡村良通『寓意草』、建部綾足『折々草』
　清田儋叟『孔雀楼筆記』、橘南谿『北窓瑣談』、伴蒿蹊『閑田耕筆』の現代語訳[注 25]と解説「江戸時代の随筆」。
- 『十六桜 小泉八雲怪談集』萩原恭平 共訳、研文社、1990年。

### 校訂
- 室鳩巣『駿台雑話』岩波文庫、1936年。 NCID BN02914658。復刊1988年、1996年[注 26]（ISBN 400302141X）
- 柳沢淇園『雲萍雑志』岩波文庫、1936年。 NCID BN01775035。復刊1987年、1997年（ISBN 4003025415） - 解説で山崎美成の偽作と断じている。
- 湯浅常山『常山紀談』岩波文庫（上中下）、1938-1940年。 NCID BN00947000。復刊1988年、1996年（ISBN 4003021614, 4003021622, 4003021630）
- 伴蒿蹊『近世畸人伝』岩波文庫、1940年。 NCID BN02934098。度々復刊[注 27]（ISBN 4003021711）

### 編著
- 『随筆辞典5 解題編』東京堂出版（全5巻）、1960年。 NCID BN01579660。新版1979年ほか[注 28]
- 『人物逸話辞典 上・下』東京堂出版、1963年。 NCID BN01713209。doi:10.11501/2978056doi: 10.11501/2978057
- 『明治人物逸話辞典 上・下』東京堂出版、1965年。 NCID BN05369728。[50]
- 『大正人物逸話辞典』東京堂出版、1966年。ISBN 4490102380。 NCID BN03680596。
- 『続 日本随筆大成』全12巻、北川博邦 共編、吉川弘文館、1979 - 1981年。 NCID BN01635513。オンデマンド版2007年
  - 『近世風俗見聞集』別巻1-10巻、稲村徹元・丸山季夫・北川博邦 共編、吉川弘文館〈続 日本随筆大成〉、1981 - 1983年。 NCID BN01637847。同上
  - 『民間風俗年中行事 上・下』別巻11-12巻、北川博邦 共編、吉川弘文館〈続 日本随筆大成〉、1983年。 NCID BN02281267。同上
- 『近世人名録集成』中島理寿 共編、勉誠社（全5巻）、1976 - 1978年。 NCID BN00851535。
- 『随筆百花苑』全15巻、野間光辰・中村幸彦・朝倉治彦 共編、中央公論社、1978 - 1984年。[注 29]電子書籍版、2018年

## 伝記資料

### 書籍
- 勝尾金弥『森銑三と児童文学』大日本図書、1987年。
- 柳田守『森銑三 書を読む野武士』リブロポート〈シリーズ民間日本学者〉、1994年。
- 森田誠吾『明治人ものがたり』岩波書店〈岩波新書〉、1998年。評伝「学歴のない学歴」を収録
- 八木福次郎 『古本屋の手帖』 東京堂出版、1986年／平凡社ライブラリー（新編）、2008年。追悼回想を収録

### その他
- 「森銑三氏追悼特輯」『ももんが』昭和61年4月號、乙骨書店、1986年。
- 金子民雄「森銑三翁と「赤い鳥」」『日本古書通信』第53巻第2号、日本古書通信社、1988年2月、16-17頁、ISSN 03875938、NAID 40002913336。
- 森銑三 生誕百年・没後十年記念展（藤沢市辻堂市民図書館 1995年）
- 『森銑三』（ビデオ）紀田順一郎監修／ナレーション野際陽子・伊藤惣一、紀伊國屋書店〈「学問と情熱 第8巻」〉、1998年。ISBN 978-4906329632。新版・DVD、2011年5月[51]に再版。

### 注
1. ↑  森鴎外[2]、幸田露伴[3]ほかを精査した。
2. ↑  作業は「村上文庫目録」として行われた[6][7]。成果は謄写版の「村上町立図書館分類目録」[5]である。
3. ↑  新訂版[37]、角川文庫[38]と岩波文庫[39]で新版。角川書店版[40]と、平凡社版[41]に収載。
4. ↑  新版 講談社学術文庫 1989年（解説 小出昌洋）
5. ↑  新版 中公文庫 1978年、再版1988年
6. 1 2 3  『森銑三著作集 第9巻 人物篇 九』（中央公論社、1971年）に所載。
7. ↑  初出は伝記学会の会報[44]。改題し筑摩書房版[45]に所載、後に改版[46]。
8. ↑  新版 三樹書房〈やまと文庫11〉 1989年
9. ↑  『学芸史上の人々』復刻版、紀田順一郎 監修・解説、クレス出版〈日本人物誌選集 13〉、2008年。
10. ↑  底本[47]から書き起こしたもの。新版『松本奎堂』中公文庫、1977年、NCID BN09889366
11. ↑  新版『星取棹 我が国の笑話』筑摩叢書、1989年、ISBN 4480013369、NCID BN03822817
12. ↑  新装版「井原西鶴」吉川弘文館（人物叢書）1985年
13. ↑  新版『近世人物夜話』講談社文庫 1973年、NCID BN06173277。講談社学術文庫 1989年（解説 小出昌洋）、NCID BN03577713
14. ↑  新版『明治人物夜話』講談社文庫、1973年、NCID BN06173390。電子書籍で再刊、2019年
 『新編 明治人物夜話』小出昌洋 編・解説、岩波文庫、2001年。 NCID BA53099677。
15. ↑  オンデマンド版『明治東京逸聞史 1・2』ワイド版東洋文庫、2004年。電子書籍版、2022年
16. ↑  新版『思い出すことども』中公文庫、1990年。 
 『森銑三著作集 続編 第15巻 雑纂篇』中央公論社、1995年2月。に収載。
17. ↑  『森銑三著作集 続編 第14巻　雑纂篇』中央公論社、1995年 に収載。
18. ↑  新版『明治人物閑話』中公文庫、1988年。改版2007年（新版解説内田樹）
19. ↑  新版『史伝閑歩』中公文庫、1989年
20. ↑  新版『新編 物いう小箱』講談社文芸文庫、2005年。電子書籍版、2019年
21. ↑  初版は函入、のちカバー装・普及版と新装愛蔵版が刊。別巻は人名・書名の索引・著作目録ほか。
22. ↑  カバー装のみ、正編以降の刊行著書、未収録著作等を集成。別巻は初期文集・総索引ほか。
23. ↑  新版『日本人の笑』講談社学術文庫（解説 小出昌洋）、1990年。NCID BN05476477
24. ↑  『新編 書物』解説中村真一郎、岩波文庫、1997年。ISBN 4003115317。 NCID BA32661006。
『新編 書物』ワイド版岩波文庫、2001年。ISBN 4000071750、NCID BA51424824
25. ↑  他に収載された作家・作品は、 石原正明『年々随想』、菅茶山『筆のすさび』、松平定信『退閑雑記』、林述斎『述斎偶筆』
26. ↑  筑摩書房『古典日本文学全集』に現代語訳収載[49]
27. ↑  第15刷『近世畸人伝』岩波文庫、1993年。
28. ↑  柴田宵曲・鈴木棠三・朝倉治彦と編集委員、他は、柴田編「1 衣食住編」、朝倉編「2 雑芸娯楽編」、鈴木編「3 風土民俗編」、柴田編「4 奇談異聞編」
29. ↑  責任編集は、巻1・2「伝記日記篇」岡鹿門「在臆話記」校訂ほか、巻11「風俗世相篇」片岡寛光「今はむかし」ほか。